# Nobreza da Espanha
A nobreza espanhola é formada por pessoas que possuem o status legal de nobreza e do sistema de títulos e honras da Espanha e dos antigos reinos que a constituem, sendo todos os componentes desta classe membros da elite do país e detentores de privilégios.
Alguns nobres espanhóis detêm vários títulos nobiliárquicos que podem ser herdados, mas a herança e a criação de títulos cabem inteiramente ao Monarca.
Durante o governo do general Francisco Franco, novos títulos hereditários foram concedidos e reabilltados, e os títulos concedidos pelos pretendentes carlistas foram oficialmente reconhecidos.
Quando o rei João Carlos I da Espanha ascendeu ao trono em 1975, a corte de nobres com ofícios ligada à Casa Real não estava restaurada. Todos os nobres estão sujeitos ao pagamento de impostos, do qual até 1931, estavam isentos.
Atualmente a dinastia que governa o reino é a Casa de Bourbon, soberana da Espanha desde o século XVIII. Esta família já governou, através de outros ramos, os reinos de França, Duas Sicílias, e o Ducado de Parma e Piacenza, além de indiretamente ser a atual soberana do Grão-Ducado do Luxemburgo.
O rei João Carlos I criou novos títulos nobiliárquicos para reconhecer os méritos de importantes políticos e artistas bem conceituados, tais como Adolfo Suárez (Duque de Suárez), Andrés Segovia (Marquês de Salobreña) e Camilo José Cela (Marquês de Iria Flávia), embora estes não pertençam as antigas e prestigiadas famílias [[nobre]]s de Espanha. Este Monarca também confirmou o título usado por seu pai, Juan de Borbon, o Conde de Barcelona, enquanto este esteve exilado em Estoril, Portugal, durante a ditadura Franquista.

## Estatuto jurídico
Na Espanha de hoje, a posse de um título de nobreza não apresenta nenhum privilégio legal. É uma distinção de tratamento de honorários e simbólico acompanhados Excelências para os títulos que possuem a dignidade dos Grandes da Espanha e Ilustríssimos Senhores para os outros. O último privilégio, abolido em 1984, foi o direito a passaporte diplomático pelos Grandes de Espanha. Este privilégio desapareceu após o Decreto Real 1023./1984. Os títulos sem Grandeza de Espanha nunca gozaram deste privilégio.
Os títulos de nobreza foram legalmente abolido durante a segunda república Espanhola pelo artigo nº 25 da Constituição, em 1931 , restaurado em 1947, com a promulgação da Lei de Sucessão da Chefatura de Estado, pelo qual o general Francisco Franco, se instituiu, como Regente de Espanha, o direito de reconhecer e conceder títulos de nobreza.
Hoje em dia, títulos de nobreza têm o seu enquadramento legal no artigo n. # 62, alínea f) da Constituição espanhola de 1978, que regulamenta a prerrogativa do Rei para prêmio homenageia e distinções em conformidade com as leis.
Os cônjuges legais daqueles que detêm a nobre dignidade e cônjuges viúvos enquanto nesse estado,detém o mesmo tratamento e honra seus cônjuges.
A lei espanhola reconhece e protege títulos de nobreza a seus proprietários legais contra terceiros. Títulos de Nobreza Espanhóis não são, em qualquer caso provável, para comprar ou vender, como a sua sucessão é estritamente reservada para parentes de sangue do titular. As sequências são tratados pelo Ministério da Justiça.O devido uso dos Títulos de Nobreza pressupõem o pagamento do respectivo imposto.

## Concessão
Os títulos de nobreza são concedidos por Sua Majestade, que também sanciona cada um deles em sucessão. Até 2012, o rei João Carlos I concedeu cerca de 50 títulos de nobreza em memória de personalidades da vida política, cultural e econômica da Espanha, incluindo o Ducado de Suarez ao ex-Presidente do Governo Adolfo Suárez, o Marquês de Iria Flávia ao Prêmio Nobel de Literatura Camilo José Cela, o Marquês de Vargas Llosa também Nobel de Literatura de 2010 Mario Vargas Llosa, ou o Marquês de Del Bosque o treinador da equipa nacional de futebol espanhol Vicente del Bosque González. Ele também concedeu dois títulos ducais para suas filhas, as Infantas Helena e Cristina, à primeira o Ducado de Lugo e à segunda o de Palma de Maiorca, ambos com carácter vitalício, não transmissíveis aos seus descendentes.

## Sucessão
- A sucessão é regulada pelas seguintes regras:
  - Real Decreto de 27 de maio de 1912, sobre a sucessão e reabilitação de peerages **Real Ordem de 29 de Maio de 1915, relativa Termo de Títulos
  - Real Decreto de 8 de julho de 1922, na reabilitação de grandeza e Títulos 
  - Real Ordem de 21 de outubro de 1922 com provisões para cumprimento do estabelecido no Real Decreto 08 de julho de 1922 
  - Real Ordem de 26 de Outubro de 1922 Sucessores estrangeiros de títulos; registros
  - Real Decreto de 13 de novembro de 1922 ações judiciais sobre o melhor direito de posse ou Grandezas e Títulos
  - Agir de 4 de maio de 1948, sobre concessões que restaura a legislação anterior
  - Decreto de 4 de junho de 1948 a aplicação da lei de 4 de maio de 1948 
  - Real Decreto 222/1988, de 11 de março de 1988, pelo que altera o Decreto Real de 27 de maio de 1912 e 8 de julho de 1922, na reabilitação de peerages

Historicamente existia a preferência masculina na hora de se suceder a um título nobiliário, tal como establecia o Código das Sete Partidas do Rei de Castela Afonso X, o Sábio no século XIII.
No entanto, a Câmara dos Deputados aprovou, em 18 de outubro de 2005 o início do processo de uma lei equiparando homens e mulheres na sucessão de títulos de nobreza (não afeta a Coroa). Assim, os títulos são herdados pelo primogênito, independentemente do sexo, de acordo com a Lei 33/2006, de 30 de outubro, sobre a igualdade de homens e mulheres na ordem de sucessão.
Os títulos de nobreza na Espanha podem fazer referências as diferentes regiões históricas, sendo chamados, por exemplo "Títulos de Castela", "Títulos Aragão", "Títulos de Na•ápoles" etc. Os "Títulos da Sicília" e "Títulos de Nápoles", ou "Títulos das Duas Sicílias" são independentes e reconhecidos pelo pretendente destes reinos.

## Títulos em Espanha

### Títulos Reais
- Rei ou Rainha de Espanha: O(A) Chefe da Coroa de Espanha.
- Príncipe das Astúrias ou Princesa de Astúrias: O (A) herdeiro(a) do Trono de Espanha.

### Títulos de Nobrezacom Grandeza (Excelentíssimos Senhores)
- Duque
- Marquês
- Conde
- Visconde
- Barão
- Senhor
- Grandeza pessoal

### Títulos de Nobrezasem Grandeza (Ilustríssimos Senhores)
- Marquês
- Visconde
- Conde
- Barão
- Senhor
- Cavaleiro

#### Cavaleiros
Aqueles cuja nobreza foi reconhecida por qualquer Corporações Nobres e Ordens do Reino, ou aqueles que, por seus méritos foram recompensados com o título de cavaleiro e de admissão à Ordem, ou Corpo Nobiliario Maestranza.
As ordens são espanhóis: Calatrava (1158), Santiago (1170), Alcântara (1177) e Montesa (1317).
A Ordem Hospitaleira Soberana e Militar de São João de Jerusalém, de Rodes e de Malta , entidade soberana sob o direito internacional, em suas classes nobres.
A única ordem de cavalaria dependente da Santa Sé reconhecida em Espanha, é a Ordem do Santo Sepulcro de Jerusalém.
A ecumênica Ordem Teutónica
Os Arsenais Cavalaria Real é de: Rodada (1572), Sevilha (1670), Granada (1686), Valência (1690) e Zaragoza (1819).
O Real Corpo da Nobreza de Madrid é a Ordem de Cavalaria Espanhola mais importante e antiga, sendo necessário provar nobreza pelos quatro costados, e está dependente do Ministério de Exteriores de España sendo seu Grão-Mestre o Rei de Espanha.
O Corpo Real de nobreza com a valorização do Estado são: Cuenca (1189), Madrid (1782), Catalunha (1880), Corpo da Nobreza de Valência (1917), o Real Corpo de militar e Nobreza de Gerona, a Real Associação dos Cavalheiros de Espanha (1954), o Corpo de Nobreza das Astúrias (1989), e o Corpo da Nobreza da Galiza (2007).
Os Títulos guia oficial, publicado pelo Ministério da Justiça, também reconhece o privilégio de armas dos Cavaleiros de Diversos Hijosdalgo (Fidalgos) do Senhorio do Solar de Tejada.
As Ordens civis: o Velocino de Ouro (1430) de Carlos III (1771) de Maria Luisa (1792) e Isabela (1815).
As Ordens militares, de São Fernando (1811) e São Hermenegildo (1814) conferem, segundo seus estatutos fundacionais, a nobreza pessoal  aos que os possuem.

## Relações de títulos exteriores
Há também cerca de 40 títulos estrangeiros autorizados pelo Ministério da Justiça, na Espanha, a maioria deles pontifício. 
Entre eles estão o Baronato de Torame, Condado de la Gardie e Marquês D'Antonio Aigremont que ostenta Jacob y Caballero, Conde Pozos Dulces..

## Fidalgos de Cota de Armas
Cartas de agradecimento armas antigas ou novas também conferem nobreza pessoal.

## Galeria

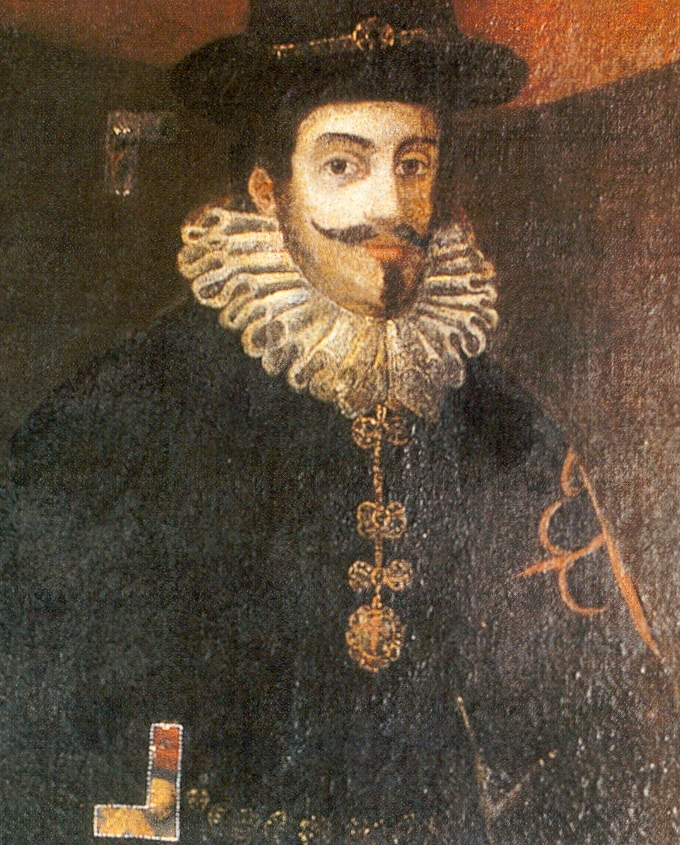
Retrato do conde de Villardompardo (século XVI)
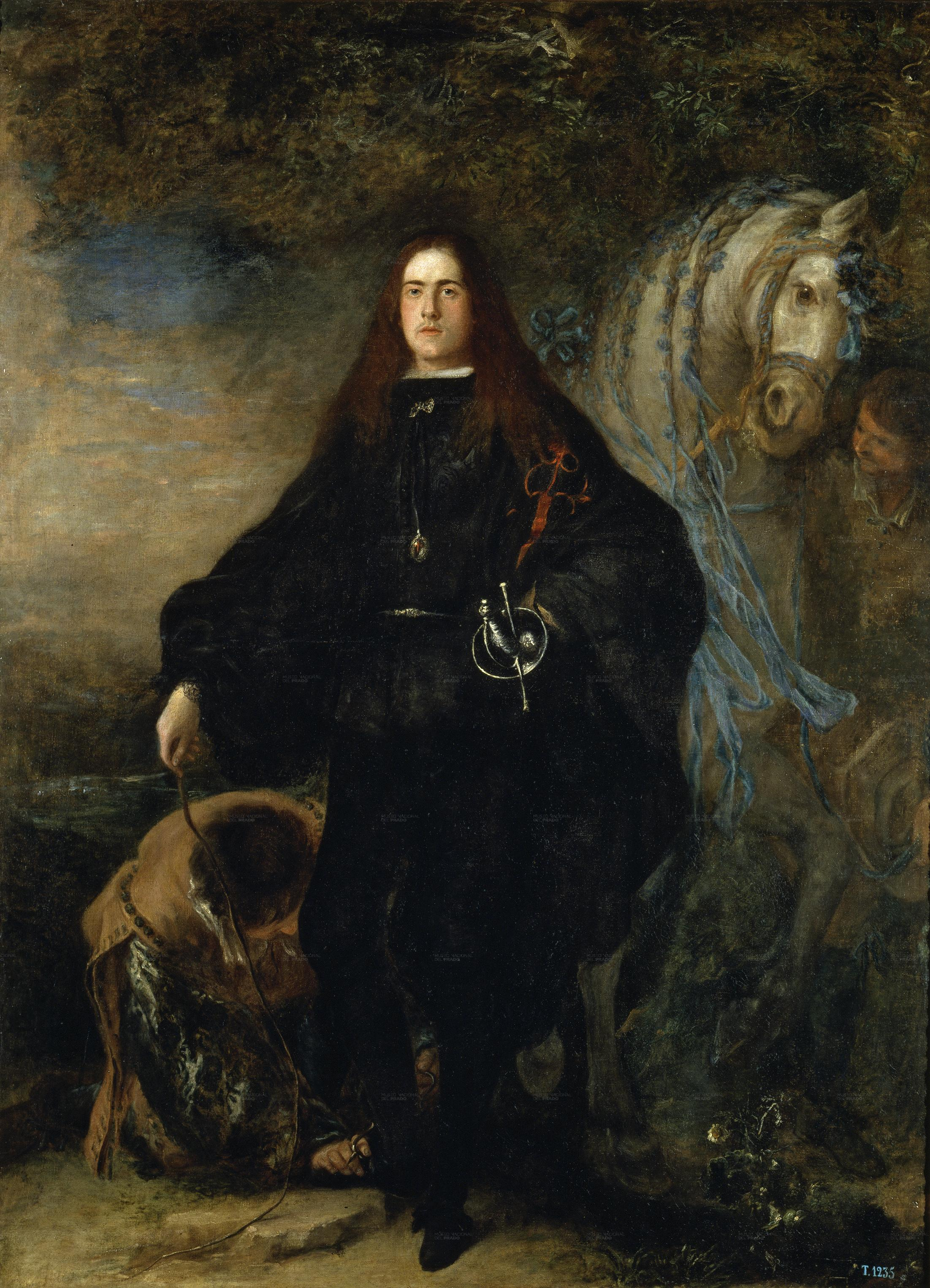
Retrato do duque de Pastrana (século XVII)
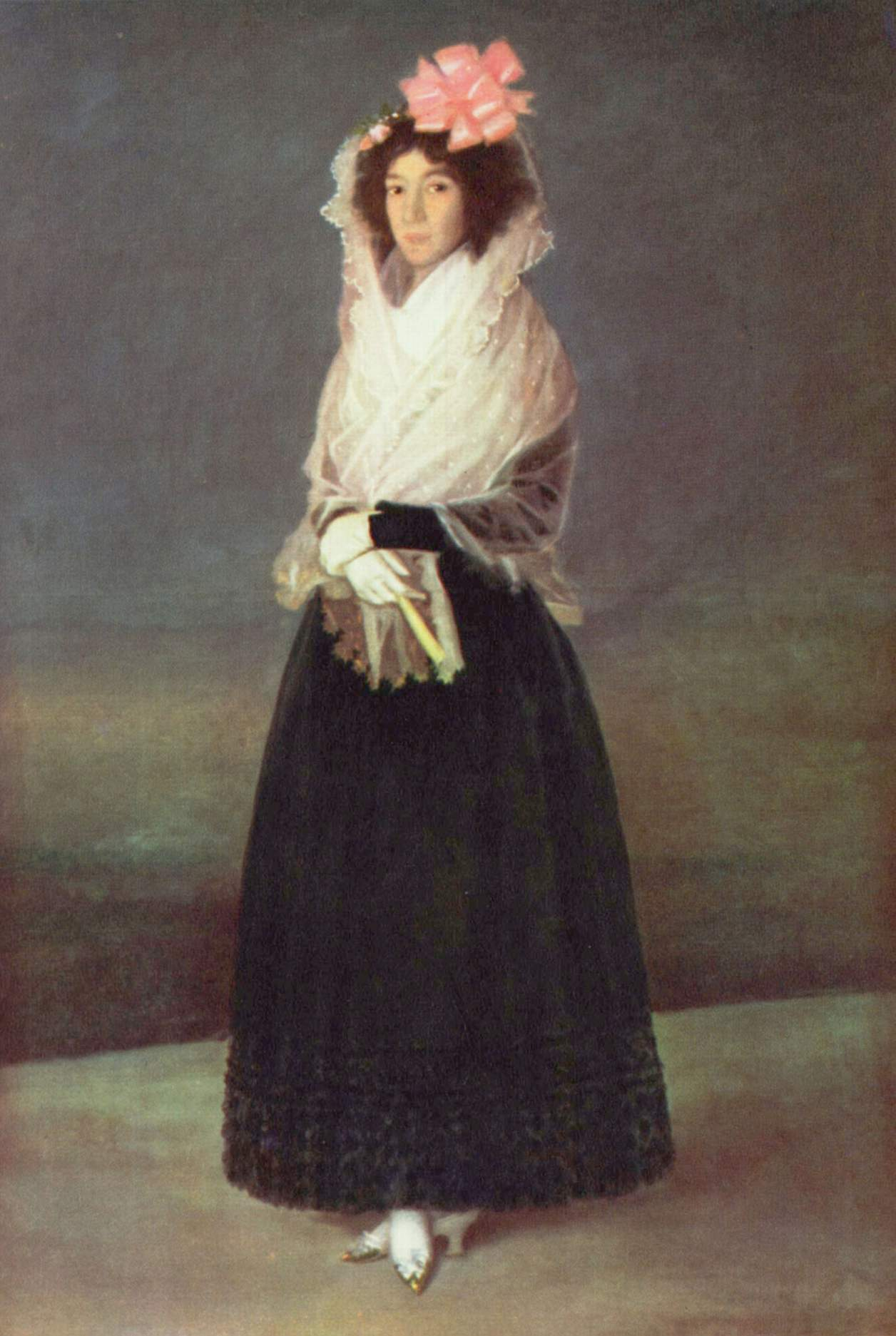
Retrato da condessa de Carpio (século XVIII)
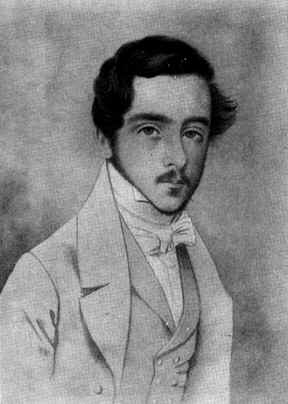
Retrato do marquês de Salamanca, quando jovem (século XIX)
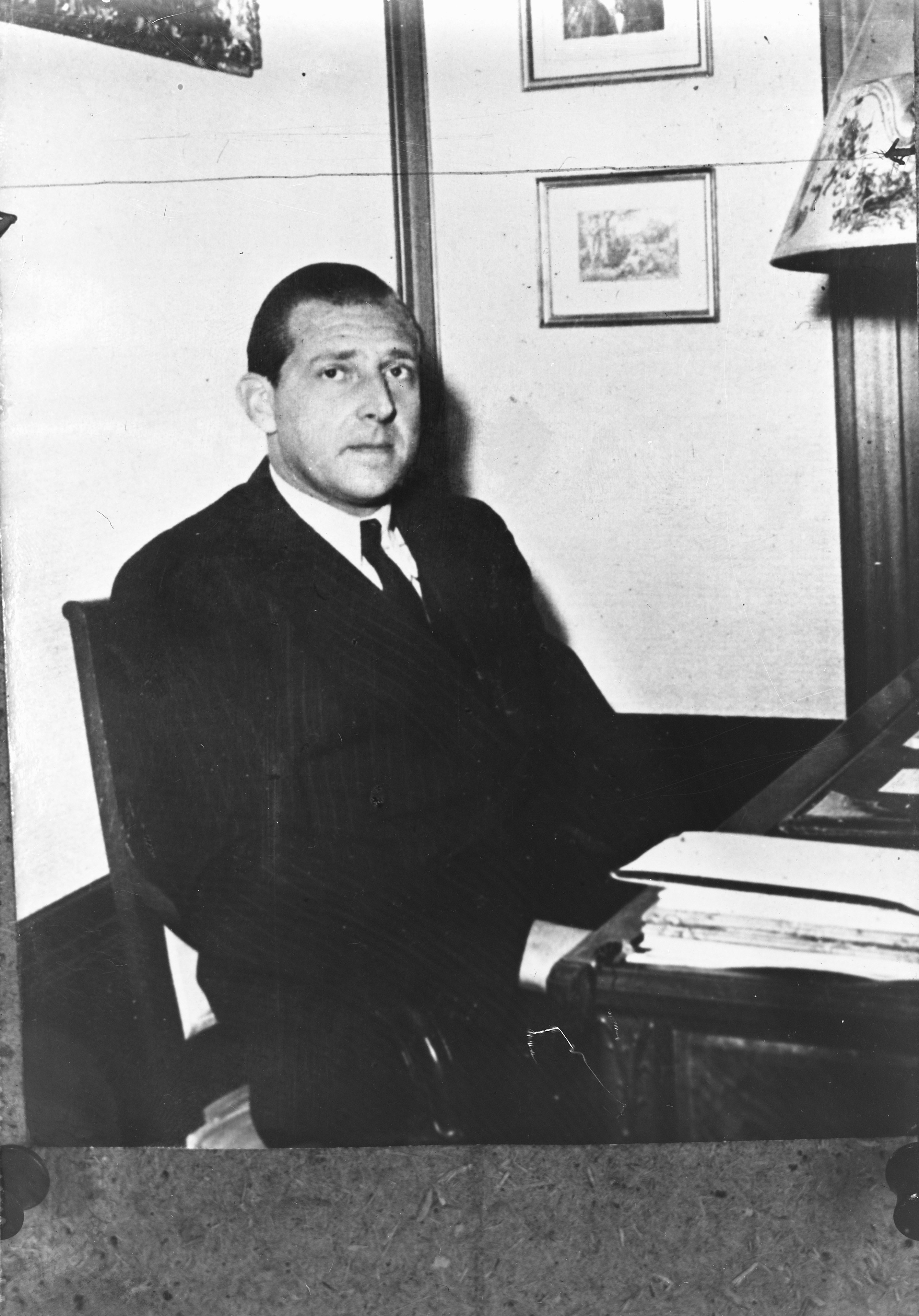
Retrato do conde de Barcelona (século XX)
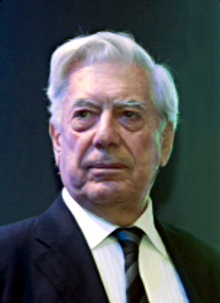
Retrato do marquês de Vargas Llosa (século XXI)

### Variação para os territórios da Coroa deAragão
|  | Rei (Aragão, Catalunha, Baleares, Valência) |  | Príncipe herdeiro (Aragão, Catalunha, Baleares, Valência) |  | Infante (Aragão, Catalunha, Baleares, Valência) |